# Drain You
«Drain You» (с англ. — «Опустошить тебя») — песня американской рок-группы Nirvana, написанная вокалистом и гитаристом Куртом Кобейном. Восьмая песня с их второго альбома Nevermind, выпущенного в сентябре 1991 года. В конце 1992 года песня была выпущена в качестве промосингла, также появилась как би-сайд в британских розничных изданиях первого сингла «Smells Like Teen Spirit». В 1996 году live-версия песни была выпущена в качестве промосингла концертного альбома From the Muddy Banks of the Wishkah.

## Версии песни
- Версия, записанная в студии Maida Vale 3 сентября 1992 года. Официально не выпускалась и может быть найдена только на бутлегах.
- Live-версия октября 1991 года в театре Парамаунта была выпущена на стороне «Б» сингла «Come as You Are» в 1993 году.
- Live-версия ноября 1991 года присутствует на видео-альбоме Live! Tonight! Sold Out!! 1994 года.
- На концертном альбоме From the Muddy Banks of the Wishkah присутствует live-версия декабря 1992 года.
- Демоверсия песни была выпущена на сборнике With the Lights Out в 2004 году. Версия была записана с Дейлом Кровером на барабанах и Дейвом Гролом на бас-гитаре.
- Последняя Live-версия записанная на записи в Terminal 1, Мюнхен, первого марта 1994 года.